# Carson Meyer
Carson Meyer (Powell, Ohio, 18 de agosto de 1997) es un jugador profesional estadounidense de hockey sobre hielo que se desempeña en la posición de extremo derecho en Columbus Blue Jackets, equipo de la National Hockey League (NHL).

## Carrera
Fue seleccionado en la sexta ronda en la NHL Entry Draft de 2017. En 2021 hizo su debut profesional con el equipo Columbus Blue Jackets, donde lleva jugando dos temporadas.